# Rhythmische Sportgymnastik (Special Olympics)

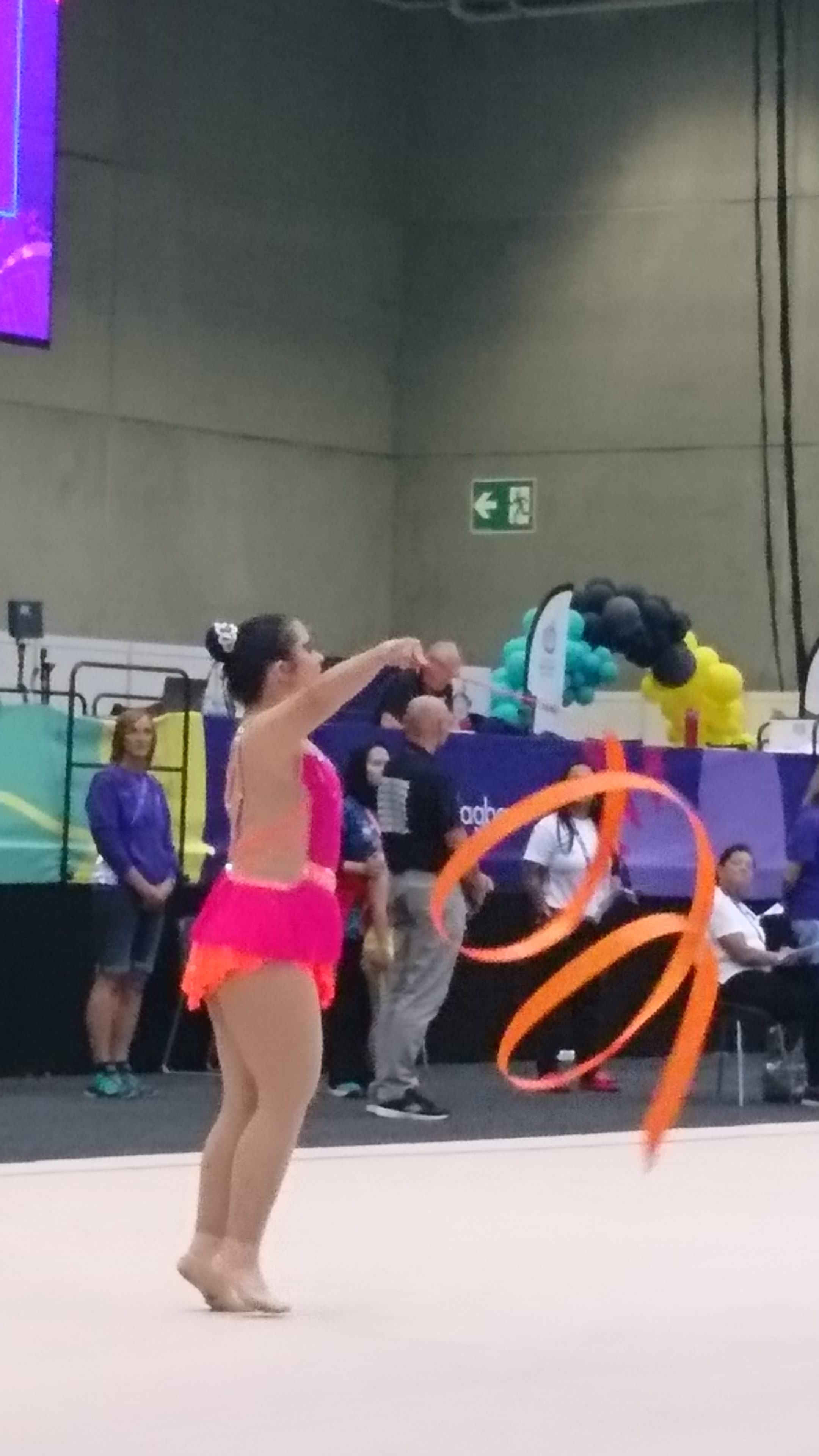
Special Olympics World Summer Games 2023, Klassifizierungsrunde

Rhythmische Sportgymnastik (Special Olympics) ist eine Sportart, die auf der Turnsportart Rhythmische Sportgymnastik beruht und in Wettbewerben und Trainingseinheiten der Organisation Special Olympics weltweit für geistig und mehrfach beeinträchtigte Menschen angeboten wird. Rhythmische Sportgymnastik ist seit 1991 bei Special Olympics World Games vertreten und wird mit den Handgeräten Reifen, Keulen, Seile, Bänder und Bälle zu Musik ausgeführt.

## Allgemeines
Bei dieser Sportart verbinden sich Beweglichkeit mit Elementen aus Kunst, Tanz, Musik und Gymnastik, sodass eine Kombination aus Gymnastik und Ballett entsteht.

## Regeln
Die Regeln der Federation Internationale de Gymnastique und des Deutschen Turner-Bundes werden angewendet, soweit sie nicht im Widerspruch zu den offiziellen Special Olympics Sportregeln für Rhythmische Sportgymnastik oder zu Artikel 1 der Sportregeln stehen. So können Special Olympics Wettbewerbe nach weltweit gültigen allgemeinen Standards abgehalten werden.

## Besonderheiten bei Special Olympics
Nach den Regeln der Federation Internationale de Gymnastique dürfen nur Frauen antreten. Bei Special Olympics aber können auch Männer in den unteren Wettkampfstufen teilnehmen, denn es ist ein Ziel der Rhythmischen Sportgymnastik, Athletinnen und Athleten aller Leistungsniveaus einen Zugang zum Sport zu ermöglichen. Zu diesem Zweck werden Übungen für Männer und Frauen in den Levels A–C angeboten.
Special Olympics bietet außerdem einen Wettbewerb für Athletinnen und Athleten an, die sitzend turnen.
Die Kür wird von einem neutralen Kampfgericht mit Bewertungsbögen beurteilt.
Während der Übungen dürfen Gymnastinnen und Gymnasten Anzüge oder Einteiler tragen. Lange Strumpfhosen dürfen ebenfalls getragen werden. Die Farbe ist nicht vorgeschrieben.  Für die Untermalung der Kür verwenden die Teilnehmenden Gegenstände wie Seile, Reifen, Bälle oder Bänder.
Vor den eigentlichen Wettbewerben finden Klassifizierungsrunden statt, damit die Athleten in möglichst leistungshomogene Gruppen eingeteilt werden können.

## Wettkämpfe
Angeboten werden
- Level A – männlich und weiblich, Einzel und Unified Paare
- Level B – männlich und weiblich, Einzel und Unified Paare
- Level C – männlich und weiblich, Einzel und Unified Paare
- Level 1 – weiblich Einzel und Unified Paare
- Level 2 – weiblich Einzel und Unified Paare
- Level 3 – weiblich Einzel und Unified Paare
- Level 4 – weiblich Einzel und Unified Paare
- Gruppenübung ohne Handgerät (Unified und Traditional)
- Gruppenübung mit dem Reifen (Unified und Traditional)

Dabei sind Unified Teams in die Kategorie kleine Gruppen (4-6 Teilnehmende) und große Gruppen (8-12 Teilnehmende) unterteilt. Jede Gruppe muss eine gerade Anzahl von Mitgliedern haben (4, 6, 8, 10 oder 12).

## Angebot bei Special Olympics World Games
Rhythmische Sportgymnastik ist seit 1991 bei Special Olympics World Games vertreten.
Zu den Special Olympics Sommerspielen 2023 wurden 139 Athletinnen und Athleten erwartet. Es wurden Einzel- und Gruppenwettbewerbe (für vier bis sechs Personen) mit den Handgeräten Seil, Reifen, Ball, Keulen und Band angeboten. Es gab auch eine Gruppenübung ohne Handgerät, jedoch keine Unified-Wettkämpfe.

## Erfolgreiche Athletinnen und Athleten (Auswahl)
- Mónica Del Carmen Giménez, Special Olympics Argentinien
- Ashley Pérez Ortiz, Special Olympics Puerto Rico
- Sandra Florencia Soto Ruiz, Special Olympics Honduras